# BANFF横浜ベイ
BANFF横浜 (バンフよこはま) は神奈川県横浜市戸塚区を拠点に活動を行っている小・中学生年代のサッカークラブ、サッカースクールである。
監督および代表である波戸善行は元Jリーガーである(1995年 ヴィッセル神戸所属) 。運営は有限会社波戸企画がおこなっている。
また、波戸の実兄は横浜F・マリノスでアンバサダーを務める波戸康広である。

## 歴史
- 2002年 BANFF横浜ベイスクールが設立される。 2003年 ジュニアユースを設立した。
- 2004年 BANFF横浜ベイは日本サッカー協会のJSC KFAに加盟した。
- 2005年 ウィンズラジャ戸塚 練習場が開場した。
- 2015年 ウィンズラジャ戸塚 練習が閉場
- 2016年スポーツフィールド戸塚が新たに開場
- 2017年クラブ名をBANFF横浜FC戸塚に改名した。
- 2019年 横浜FCの下部組織である「横浜FC戸塚」との識別がしづらいことから、クラブ名を現在のBANFF横浜へ変更した。同年、GKスクールを開校した。
- 2023年 4月より現役Jリーガーである萱沼優聖(Y.S.C.C.横浜)をロールモデルコーチとして招聘した。

## 出身者
- 前田尚輝 - サッカー選手（アンコールタイガーFC(カンボジア1部）所属)
- 米澤哲哉 - サッカー選手（FC刈谷所属）
- 宮内寛斗 - サッカー選手（FIFTY CLUB所属）
- 住吉ジェラニレショーン - サッカー選手（清水エスパルス(J1)所属）
- 添田隆司 - 元サッカー選手（藤枝MYFC→ACおこしやす京都社長）